# Liste der Baudenkmäler in Ochtrup
Die Liste der Baudenkmäler in Ochtrup enthält die denkmalgeschützten Bauwerke auf dem Gebiet der Stadt Ochtrup im Kreis Steinfurt in Nordrhein-Westfalen (Stand: Januar 2018). Diese Baudenkmäler sind in der Denkmalliste der Stadt Ochtrup eingetragen; Grundlage für die Aufnahme ist das Denkmalschutzgesetz Nordrhein-Westfalen (DSchG NRW).

Baudenkmäler sind „Denkmäler, die aus baulichen Anlagen oder Teilen baulicher Anlagen bestehen“. Die Denkmalliste der Stadt Ochtrup umfasst 58 Baudenkmäler, darunter 17 Kleindenkmäler (Bildstöcke, Kreuze, Grabmäler), 16 Wohnhäuser, neun Sakralbauten (Kirchen, Kapellen), je vier landwirtschaftliche und öffentliche Gebäude, drei Industrieanlagen, zwei Friedhöfe sowie je ein Adelssitz, eine Infrastrukturanlage und ein Wohn- und Geschäftshaus.

## Baudenkmäler
Die Liste umfasst falls vorhanden eine Fotografie des Baudenkmals, als Bezeichnung falls vorhanden den Namen, sonst kursiv den Gebäudetyp, die Adresse, eine kurze Beschreibung des Baudenkmals, dessen Bauzeit, das Datum der Unterschutzstellung sowie die Eintragungsnummer der unteren Denkmalbehörde der Stadt Ochtrup. Abkürzungen wurden zum besseren Verständnis aufgelöst, die Typografie an die in der Wikipedia übliche angepasst und Tippfehler korrigiert.
| Bild | Bezeichnung                                                                             | Lage                                                      | Beschreibung | Bauzeit                                                                                          | Eingetragen seit | Denkmal- nummer |
| --- | --------------------------------------------------------------------------------------- | --------------------------------------------------------- | --- | ------------------------------------------------------------------------------------------------ | ---------------- | --------------- |
| BW | Ackerbürgerhaus                                                                         | Töpferstraße 22 Karte                                     | |                                                                                                  |                  | 1               |
| BW | ehemalige Post                                                                          | Bültstraße 14 Karte                                       | Backsteinbau aus wilhelmischer Zeit | 1903–1904                                                                                        |                  | 2               |
| BW | Ackerbürgerhaus                                                                         | Kniepenkamp 2 Karte                                       | | 1598                                                                                             |                  | 3               |
| BW | Bürgerhaus mit Jugendstilfassade                                                        | Kirchplatz 4 Karte                                        | | 1905                                                                                             |                  | 4               |
| BW | Hofkapelle mit Pietà                                                                    | bei Bergweg 35 Karte                                      | | 1910–1920                                                                                        |                  | 5               |
| Stiftsgebäude mit Treppenturm | Stiftsgebäude mit Treppenturm                                                           | Mührenplatz 7 Karte                                       | |                                                                                                  |                  | 6               |
| BW | Ackerbürgerhaus                                                                         | Bergstraße 1 Karte                                        | | Anfang des 16. Jahrhunderts                                                                      |                  | 7               |
| weitere Bilder | katholische Pfarrkirche St. Lamberti                                                    | Bültstraße 2 Karte                                        | von Hilger Hertel dem Älteren | 1868–1873                                                                                        |                  | 8               |
| weitere Bilder | katholische Pfarrkirche St. Johannes der Täufer                                         | Stift 6 Karte                                             | | Ende des 12. Jahrhunderts                                                                        |                  | 9               |
| weitere Bilder | Wallholländerwindmühle                                                                  | Turmstraße 26 Karte                                       | | 1848                                                                                             |                  | 10              |
| Stüwwenkopp (Wasserbär) | Stüwwenkopp (Wasserbär)                                                                 | Westwall Karte                                            | Teil der ehemaligen Befestigungsanlage | 1593–1594                                                                                        |                  | 11              |
| BW | Villa Winkel im Stadtpark                                                               | Winkelstraße 1 Karte                                      | | 1899                                                                                             |                  | 12              |
| BW | ehemaliges Rathaus                                                                      | Bültstraße 19 Karte                                       | | 1898                                                                                             |                  | 13              |
| BW | Kreuzwegstation (Hohes Kreuz)                                                           | Ecke Bergweg/Turmstraße Karte                             | | 18. Jahrhundert 1920er Jahre                                                                     |                  | 14              |
| weitere Bilder | katholische Pfarrkirche Einfriedungsmauer mit Kreuzwegstation                           | Dorfstraße 13 Karte                                       | | frühes 12. Jahrhundert (Kirche) 1511 (Kirche) 19. Jahrhundert (Kirche) Ende des 19. Jahrhunderts |                  | 15 Wikidata     |
| weitere Bilder | katholische Pfarrkirche St. Dionysius                                                   | Dorfstraße 4 Karte                                        | Architekten Kersting und Wenker, Münster | 1906–1908                                                                                        |                  | 16 Wikidata     |
| [[Vorlage:Bilderwunsch/code!/C:52.2095297,7.1926003!/D: ehemaliger Friedhof mit mehreren Grabmalen Kriegerehrenmal Reste eines Kriegerehrenmals , Hellstiege!/\|BW]] | ehemaliger Friedhof mit mehreren Grabmalen Kriegerehrenmal Reste eines Kriegerehrenmals | Hellstiege Karte                                          | | zweite Hälfte des 19. Jahrhunderts                                                               |                  | 17              |
| BW | Marienheim                                                                              | Laurenzstraße 26 Karte                                    | ehemaliges Arbeiterinnenwohnheim | 1903                                                                                             |                  | 18              |
| weitere Bilder | Haus Welbergen                                                                          | Bertha Jordaan-van Heek Straße 1, 3 Karte                 | Herrenhaus Vorburg mit Torhaus, Wirtschafts- und Remisengebäude, Futtermauer mit zwei Eckpavillons und Kapelle dazwischen Wassermühle mit Wehr Speicher Umfassungsmauer des Pavillons Brücke im Zuge der Hauptzufahrt mit Statue des Heiligen Johannes Nepomuck Brücke zur Vorburg Brücke zum Herrenhaus Brücke zur Barockparterre Torpfeiler zur Barockparterre Torpfeiler neben dem Speicher zum Landschaftsgarten Remise an der Wassermühle | 1802 (Wassermühle) 1840 (Speicher) 1840/1850 1755 (Brücke) 1730 (zwei Torpfeiler) 1802 (Remise)  |                  | 19              |
| BW | Ackerbürgerhaus                                                                         | Töpferstraße 12 Karte                                     | | 1678                                                                                             |                  | 20              |
| ehemalige Abtei und Südflügel | ehemalige Abtei und Südflügel                                                           | Stift 1 Karte                                             | | 1722                                                                                             |                  | 21              |
| BW | jüdischer Friedhof                                                                      | Hellstiege Karte                                          | | 19. Jahrhundert Anfang des 20. Jahrhunderts                                                      |                  | 22              |
| BW | Kriegerehrenmal                                                                         | Weiner 166 Karte                                          | | ab 1918                                                                                          |                  | 23              |
| | Bildstockrelief Inschriftenstein neben Pestkreuz auf dem Pestfriedhof Welbergen         | nördlich der B 54 zwischen Langenhorst und Haus Welbergen | auf dem ehemaligen Friedhof Langenhorst |                                                                                                  |                  | 24              |
| Stiftsgebäude | Stiftsgebäude                                                                           | Mührenplatz 6 Karte                                       | |                                                                                                  |                  | 25              |
| zwei Torpfeiler Immunitätspfeiler gusseiserne Platte | zwei Torpfeiler Immunitätspfeiler gusseiserne Platte                                    | Stift 1 bei Stift 1 Karte                                 | | 18. Jahrhundert                                                                                  |                  | 26              |
| Statue Heiliger Johannes | Statue Heiliger Johannes                                                                | Vechtestraße/Hauptstraße Karte                            | | Anfang des 20. Jahrhunderts                                                                      |                  | 27              |
| BW | ehemaliges Angestelltenwohnhaus                                                         | Laurenzstraße 32 Karte                                    | | 1930er Jahre                                                                                     |                  | 28              |
| BW | Wegekreuz                                                                               | Wester 11 Karte                                           | | 1923                                                                                             |                  | 29              |
| BW | Bildstock- oder Statuensockel Heiliger Josef                                            | Weiner 3 Karte                                            | | 1913                                                                                             |                  | 30              |
| Stiftsgebäude | Stiftsgebäude                                                                           | Mührenplatz 4 Karte                                       | |                                                                                                  |                  | 31              |
| BW | Stiftsgebäude                                                                           | Mührenplatz 2 Karte                                       | |                                                                                                  |                  | 32              |
| Kruzifix | Kruzifix                                                                                | Mührenplatz 5 Karte                                       | |                                                                                                  |                  | 33              |
| BW | katholische Pfarrkirche St. Marien                                                      | Marienstraße 1 Karte                                      | Äußeres der Kirche von Dominikus Böhm | 1951–1953                                                                                        |                  | 34              |
| BW | Ackerbürgerhaus                                                                         | Kniepenkamp 23 Karte                                      | | 1791                                                                                             |                  | 35              |
| BW | Ackerbürgerhaus                                                                         | Kniepenkamp 25 Karte                                      | | 1811                                                                                             |                  | 36              |
| BW | Stiftsgebäude                                                                           | Stift 5 Karte                                             | |                                                                                                  |                  | 37              |
| BW | altes Pastoratsgebäude                                                                  | Castellestraße 1 Karte                                    | | erste Hälfte des 19. Jahrhunderts                                                                |                  | 38              |
| BW | Wegekapelle „Jesus begegnet seiner trauernden Mutter“                                   | bei Nienborger Damm 46 Karte                              | | Anfang des 20. Jahrhunderts                                                                      |                  | 39              |
| BW | Wegekapelle                                                                             | Ecke Gronauer Straße/Turmstraße Karte                     | | 19. Jahrhundert                                                                                  |                  | 40              |
| weitere Bilder | ehemalige Fabrik Laurenz                                                                | Laurenzstraße 55 Karte                                    | Verwaltungsgebäude (Fassade, Dachkörper, tragende Innenteile, Kran, Konferenzzimmer) von Architekt Beltman Bäckerei mit Lagerhaus und Turm (Fassade, Dachkörper, tragende Konstruktion) von Architekt Holtmann Lagerhaus und Empfangshalle von Dominikus Böhm Einfriedungsmauer einschließlich Tor zwischen Verwaltungsgebäude und Turm | 1893 (Verwaltungsgebäude) 1909 (Bäckerei) 1947 (Lagerhaus)                                       |                  | 41              |
| BW | ehemalige Fabrik Laurenz                                                                | Gellenbeckstraße 11 Karte                                 | Autohof mit Werkmeisterwohnung |                                                                                                  |                  | 42              |
| BW | ehemalige Lehrerpräparandie                                                             | Hauptstraße 45 Karte                                      | | 1907                                                                                             |                  | 43              |
| BW | Statue des heiligen Nepomuk                                                             | Ecke Am Spieker/Bergweg Karte                             | | 18. Jahrhundert                                                                                  |                  | 44              |
| BW | ehemaliges Gut Marienheide                                                              | Wester 198 Karte                                          | |                                                                                                  |                  | 45              |
| Speicher | Speicher                                                                                | Brink 1 Karte                                             | | zweite Hälfte des 19. Jahrhunderts                                                               |                  | 46              |
| BW | Madonnenstatue                                                                          | Brink 1 Karte                                             | | zweite Hälfte des 19. Jahrhunderts                                                               |                  | 47              |
| Speicher | Speicher                                                                                | Metelener Damm 12 Karte                                   | | Ende des 18. Jahrhunderts/Anfang des 19. Jahrhunderts                                            |                  | 48              |
| alter Posthof | alter Posthof                                                                           | Bökerhook 4 Karte                                         | | 1598                                                                                             |                  | 49              |
| BW | Kapelle des Pius-Hospitals                                                              | Piusstraße 5 Karte                                        | von Hilger Hertel | 1902                                                                                             |                  | 50              |
| BW | Statuengruppe: Christus vor Pilatus                                                     | Bahnhofstraße 5 Karte                                     | | Anfang des 20. Jahrhunderts                                                                      |                  | 51              |
| BW | Statue: Maria Immaculata                                                                | bei Metelener Damm 14 Karte                               | | Anfang des 20. Jahrhunderts                                                                      |                  | 52              |
| BW | Grabmal von Hermann und Clara Laurenz                                                   | Hellstiege Karte                                          | |                                                                                                  |                  | 53              |
| BW | Speicher                                                                                | Bergweg 35 Karte                                          | | 18. Jahrhundert                                                                                  |                  | 54              |
| | Grabmal von Heinrich und Anna Laurenz sowie Amalie Wieschebrink                         |                                                           | |                                                                                                  |                  | 55              |
| BW | Grabmal von Heinrich Wieschebrink sowie Theodor, Clemens und Edith Wieschebrink         | Oster 104 Karte                                           | |                                                                                                  |                  | 56              |
| Bildstock: Kreuzigungsgruppe | Bildstock: Kreuzigungsgruppe                                                            | bei Schweringhook 10 Karte                                | | 1901                                                                                             |                  | 57              |
| BW | Bildstock mit Madonna                                                                   | Oster 218 Karte                                           | | 1909                                                                                             |                  | 58              |
| | Wohnhaus                                                                                | Gronauer Str. 27                                          | |                                                                                                  |                  | 59              |
| | Ehemalige Eisenbahnbrücke                                                               | Welbergen                                                 | |                                                                                                  |                  | 60              |
| | Ehemalige Stiftsmühle                                                                   | Eichendorffallee 2                                        | |                                                                                                  |                  | 61              |
| | Ehem. Rektoratsschule (Altbau)                                                          | Prof.-Gärtner-Str. 4                                      | |                                                                                                  |                  | 62              |
| | Wohnhaus                                                                                | Hellstiege 8                                              | |                                                                                                  |                  | 63              |
| | Wohnhaus                                                                                | Bentheimer Str. 8                                         | |                                                                                                  |                  | 64              |